# Stephanie Zvan
 (août 2022).
Si vous disposez d'ouvrages ou d'articles de référence ou si vous connaissez des sites web de qualité traitant du thème abordé ici, merci de compléter l'article en donnant les références utiles à sa vérifiabilité et en les liant à la section « Notes et références ».
En pratique : Quelles sources sont attendues ? Comment ajouter mes sources ?
Stephanie Zvan est une sceptique, militante féministe et animatrice de radio, blogueuse, journaliste et autrice de fiction américaine. Son émission de radio, « Atheists Talks », est diffusée sur KTNF (en) dans le Minnesota.
Elle a été publiée dans Nature et Scientific American et est impliqué dans la vie civile en tant que présidente de l'association Minnesota Atheists et trésorière de l'association Secular Woman. Celle-ci propose des ateliers et conférences. Elle intervient sur les sujets de scepticisme scientifique lors de rencontres de science-fiction et de fantaisie ainsi que dans des lycées,.
Elle est connue comme blogueuse s'intéressant à la science et aux questions de genre,.
Elle a exprimé son opposition au harcèlement des femmes dans l'incident de l'ascenseur de Rebecca Watson et à la suite d'un incident en 2012 lors de la  Readercon F/SF convention, et est impliquée dans la recherche sur le « blocage social collaboratif » des trolls afin d'offrir un espace social accueillant pour les femmes et d'autres minorités,.
Elle publie un blog Almost Diamonds dans The Orbit.

## Publications
- (en) « Here be monsters », Nature, vol. 478, no 7367,‎ octobre 2011, p. 148–148 (ISSN 1476-4687, DOI 10.1038/478148a, lire en ligne , consulté le 2 mai 2025).
- « The Gravity of the Situation », Scientific American, 2012
- (en) Atheist Voices of Minnesota: an Anthology of Personal Stories, Freethought House, 2012, 274 p.